# Истмо-Колумбия
Истмо-Колумбия, англ. Isthmo-Colombian — культурно-исторический регион Центральной Америки, определение которого впервые предложили Джон Хупс (John W. Hoopes Архивная копия от 26 августа 2009 на Wayback Machine) и Оскар Фонсека в книге 2003 года «Золото и власть в древних Коста-Рике, Панаме и Колумбии» (Gold and Power in Ancient Costa Rica, Panama, and Colombia) Истмо-Колумбия частично охватывает территорию региона, ранее известного в археологической литературе как «Промежуточный регион» (en:Intermediate Area). Ко времени контакта с европейцами Истмо-Колумбию населяли в основном носители чибчанских языков. Истмо-Колумбия включает восточную часть Гондураса, карибское побережье Никарагуа, Коста-Рику, Панаму и северную часть Колумбии.
Регион Истмо-Колумбии значительно меньше привлекал интерес археологов, чем соседняя Мезоамерика, ввиду отсутствия памятников монументальной архитектуры (или, точнее, неизвестности большинства из них почти до конца XX века). К настоящему времени обнаружено большое количество памятников с внушительными платформенными курганами, площадями, мощёными дорогами, каменными скульптурами, артефактами из нефрита, золота, образцы местной керамики. Среди таких памятников — Лас-Мерседес, Гуаябо, Кутрис, Кубухуки и Сьюдад-Пердида в области Сьерра-Невада (Колумбия). Исследования таких памятников, как Ривас (en:Rivas, Costa Rica), позволяет задокументировать конфигурацию крупных поселений в эпоху, предшествовавшую испанскому завоеванию. К известным памятникам Истмо-Колумбии относятся каменные шары Коста-Рики. Не меньший интерес представляет археологический регион Гран-Кокле на территории Панамы.